# Spermacoce intricans
Spermacoce intricans là một loài thực vật có hoa trong họ Thiến thảo. Loài này được (Hepper) H.M.Burkill miêu tả khoa học đầu tiên năm 1986.